# Titania Verlag
Der Titania Verlag ist ein 1949 gegründeter Kinderbuchverlag mit Sitz in  Fränkisch-Crumbach. Der Verlag ist benannt nach Titania, der Elfenkönigin aus Shakespeares Sommernachtstraum.

## Geschichte
Der Verlag ging aus dem Leipziger Verlagshaus Lange & Meuche hervor, das zum 1. Dezember 1911 von den beiden Buchhändlern Ernst Heinrich Curt Lange (1876–1952) und Paul Meuche (1871–1943) gegründet wurde. Der Titania-Verlag wurde im Jahr 1949 nach dem Umzug von Leipzig nach Stuttgart in der Nachfolge des dazugehörigen Verlages Anton & Co. von Ferdinand Schroll, dem Schwiegersohn von Ernst Lange, in Stuttgart wieder gegründet. Dieser war bereits ab 1934 als Prokurist im Verlagshaus Lange & Meuche tätig gewesen, das sich ab 1920 durch Zukäufe anderer Verlage zu einem rein kommerziell ausgerichteten Buch- und Zeitschriften-Konzern entwickelte und damit auch die Nazi- und Kriegszeiten überstand, nicht immer zum Gefallen der Partei-Organisationen.
Der Titania Verlag verblieb über 50 Jahre lang im Familienbesitz und wurde von Wolfgang (1942–2005) und Gerdi Schroll (* 1934) geleitet. Nach dem Tod des Bruders verkaufte Gerdi Schroll den Verlag, der zum 1. Januar 2007 vom Terzio Verlag als Mehrheitsgesellschafter und von Mathias Berg übernommen wurde. Der Sitz des Verlages wechselte zu Königstein im Taunus und später München.
Zum 11. August 2011 verkaufte Terzio seine Anteile (74,9 %) an Edition XXL, während Mathias Berg seine Beteiligung behielt. Der Sitz des Verlages wurde nach Fränkisch-Crumbach verlegt.

## Programm
Zu den wichtigsten Künstlern gehörten auch nach der Neugründung im Jahr 1949 der Illustrator Fritz Baumgarten mit seinen klassischen Bilderbüchern und die Autorin Magda Trott mit der Mädchenbuchserie Pucki. Zu den Autoren gehören außerdem Helge Darnstädt, die auch unter mehreren Pseudonymen im Verlag veröffentlichte.
Zum ehemaligen Programm für Erwachsene gehörten Romane des Heimatdichters Hans Ernst sowie Romane von Frieda Runge.